# Улица Лизы Чайкиной (Санкт-Петербург)
У́лица Ли́зы Ча́йкиной — улица в Петроградском районе Санкт-Петербурга. Проходит от Большого проспекта Петроградской стороны до Кронверкского проспекта.

## История
Первоначально, с 1738 года, это была 1-я Введенская улица. Она именовалась по располагавшейся поблизости, на углу современных Введенской и Большой Пушкарской улиц, не сохранившейся церкви Введения во храм Пресвятой Богородицы. В 1766 году параллельно появилось название Гулярная улица, по находившемуся на ней Гулярному кабаку, которое со временем вытеснило предыдущее. 15 декабря 1952 года Гулярную улицу переименовали в честь Елизаветы Ивановны Чайкиной (1918—1941) — партизанки, Героя Советского Союза.

## Примечательные здания
- Дом № 2—4 — кинотеатр, построенный архитектором Ф. А. Корзухиным.
- Дом № 9 — в квартире № 6 с 1967 до 1981 г. жила писательница Т. А. Аксакова-Сиверс.
- Дом № 10 — доходный дом Н. И. Семёнова, арх. Крыжановский Д. А., 1912—1913[1].
- Дом № 17 / ул. Благоева, д. 3 — построен в 1910 году архитектором Д. А. Крыжановским для Ивана Михайловича Дыро. Стиль северный модерн. В доме жил режиссёр, художник и драматург А. Я. Алексеев-Яковлев[2].
- Дом № 21 — доходный дом, построен в 1912 году по проекту гражданского инженера П. Н. Батуева.
- Дом № 22 — доходный дом Е. П. Михайлова, архитектор А. А. Зограф (1901—1902). В этом доме с 1945 по 1985 г. жил пианист, библиофил и коллекционер М. С. Лесман.  7831414000
- Дом № 23 / Кронверкский проспект, 63 / Съезжинская ул., 40 — жилой дом XIX века, надстроен и расширен по проекту К. Т. Андрущенко в 1879 году и ещё раз по проекту Л. Л. Фуфаевского в 1912—1914 годах. В кв. 6 жил известный учёный-литературовед Борис Коплан[3].
- Дом № 25 — доходный дом построен в 1911 году по проекту гражданского инженера Белякова Семёна Матвеевича и военного инженера Ефимова Николая Александровича. В квартире № 46 с 1937 года по 7 февраля 1942 года жил и работал профессор Академии художеств, художник И. Я. Билибин, и, с 1937 по 1967 год, — его жена, художница Александра Васильевна Щекатихина-Потоцкая. На доме размещена мемориальная доска.
- Дом № 28 / Кронверкский проспект, 61 — доходный дом архитектора Густава фон Голи, построен по его собственному проекту в 1901—1902 годах. Модерн с элементами необарокко. В асимметричной композиции лицевых фасадов выделяются картуш с женским скульптурным изображением и фигурки двух путти, держащих цветочную гирлянду. Сохранилась художественная отделка интерьеров парадных лестниц, в одной из квартир — витражи из цветного стекла[4]. Включен в реестр объектов культурного наследия. В доме проживали врач-терапевт академик Георгий Ланг, архитекторы Александр Гегелло и Михаил Дубинский, а также сам Голи с семьей[5].